# Clione limacina
Clione limacina е вид хищно студенолюбиво морско коремоного мекотело от семейство Clionidae

## Разпространение и местообитание
Видът е разпространен в северните части на Атлантически и Тихи океан както и в Арктически океан. Среща се на дълбочина до около 500 m.

## Подвидове
- Clione limacina australis (Bruguière, 1792)
- Clione limacina limacina (Phipps, 1774)

## Описание
Съществуват два подвида, които се различават по своята дължина на тялото. Южните представители са с размери до 12 mm, а северните са значително по-едри 70–85 mm.

## Поведение
Представителите са хищни като основна плячка са представителите на род Limacina: Limacina helicina и Limacina retroversa.. Хермафродитни видове са. Стават плячка на различни видове беззъби китове.